# Cmentarz Na Rossie

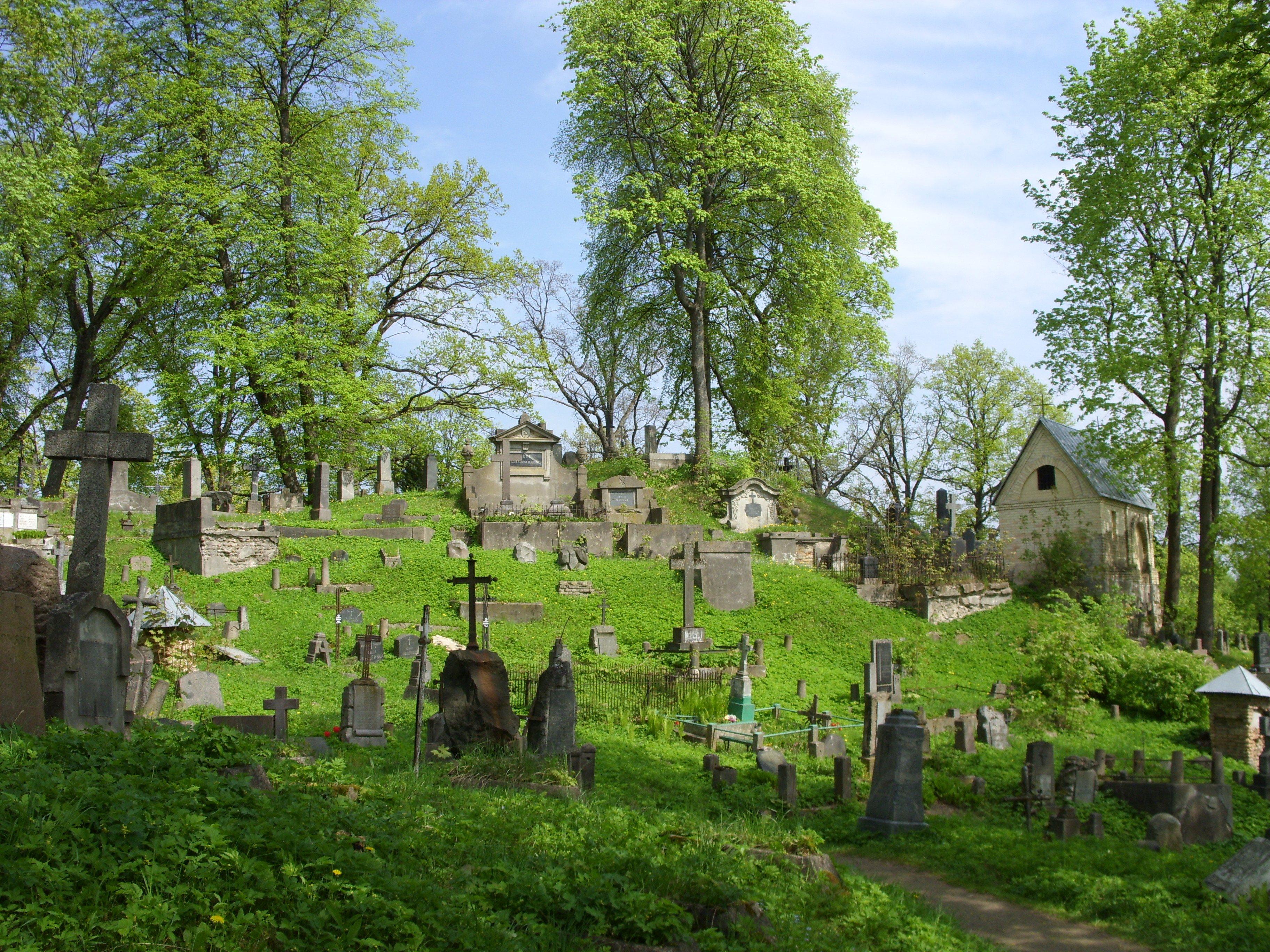
Widok ogólny cmentarza Na Rossie

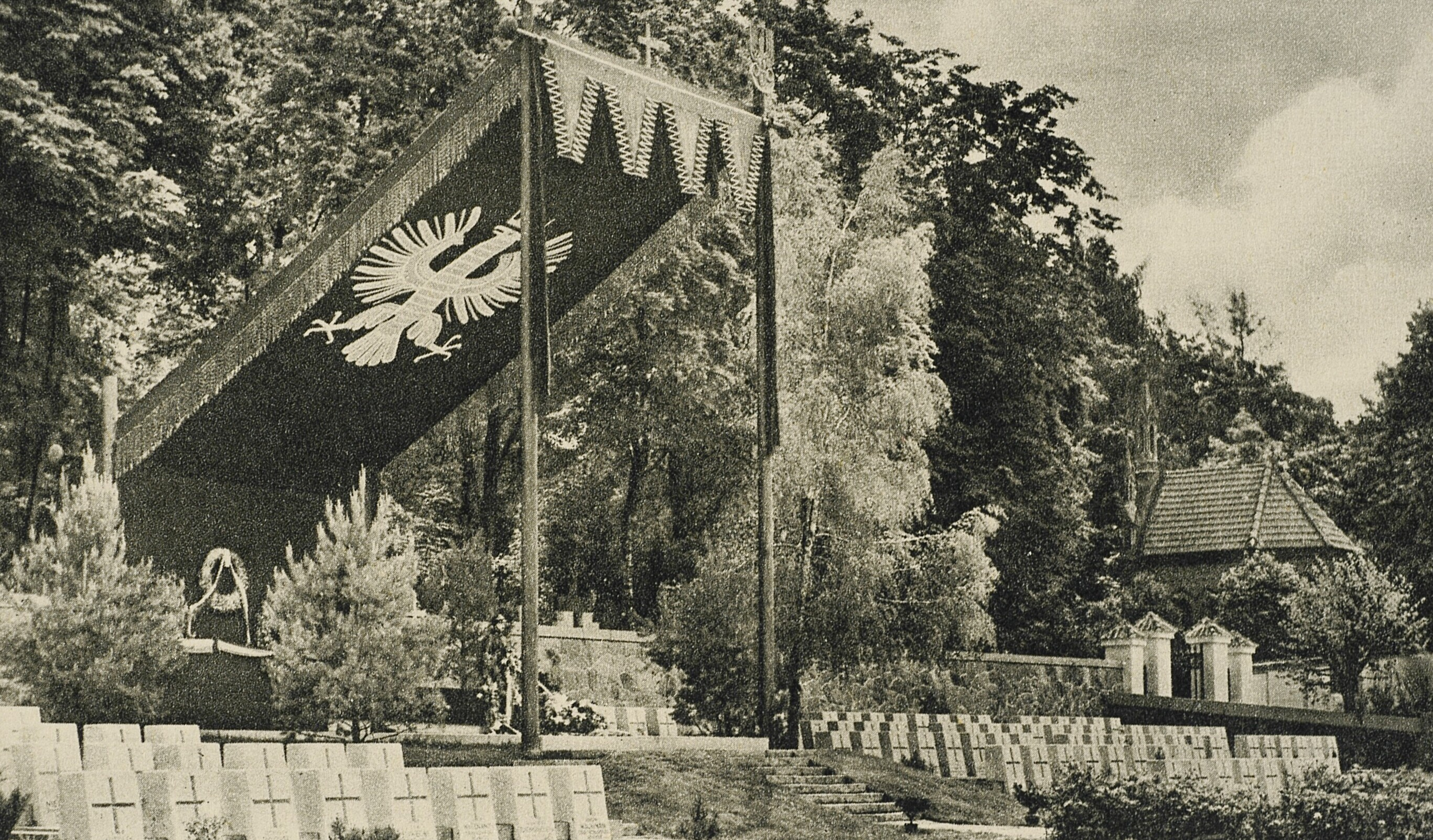
Mauzoleum Matka i Serce Syna (1936)

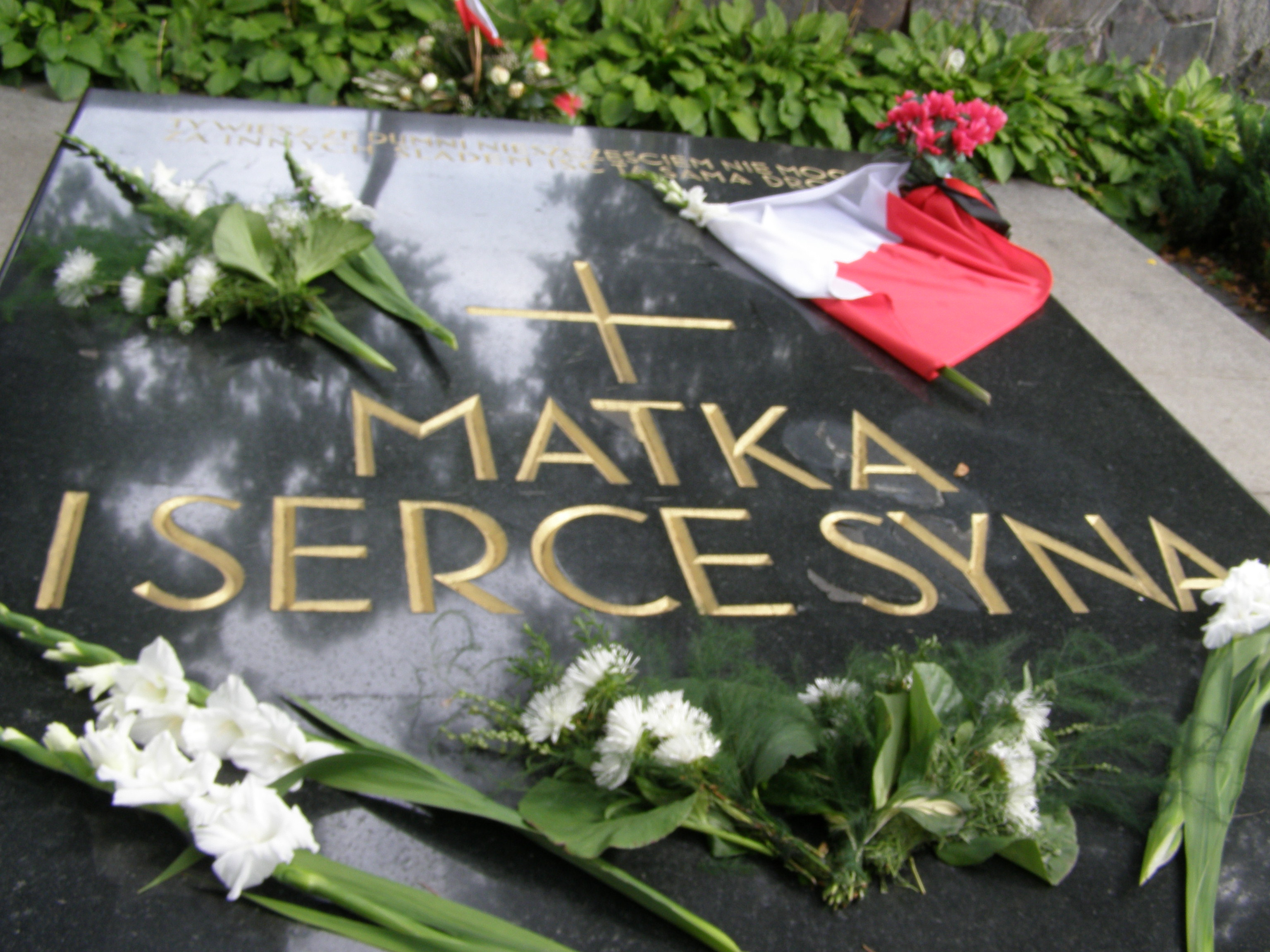
Mauzoleum Matka i Serce Syna (2010)

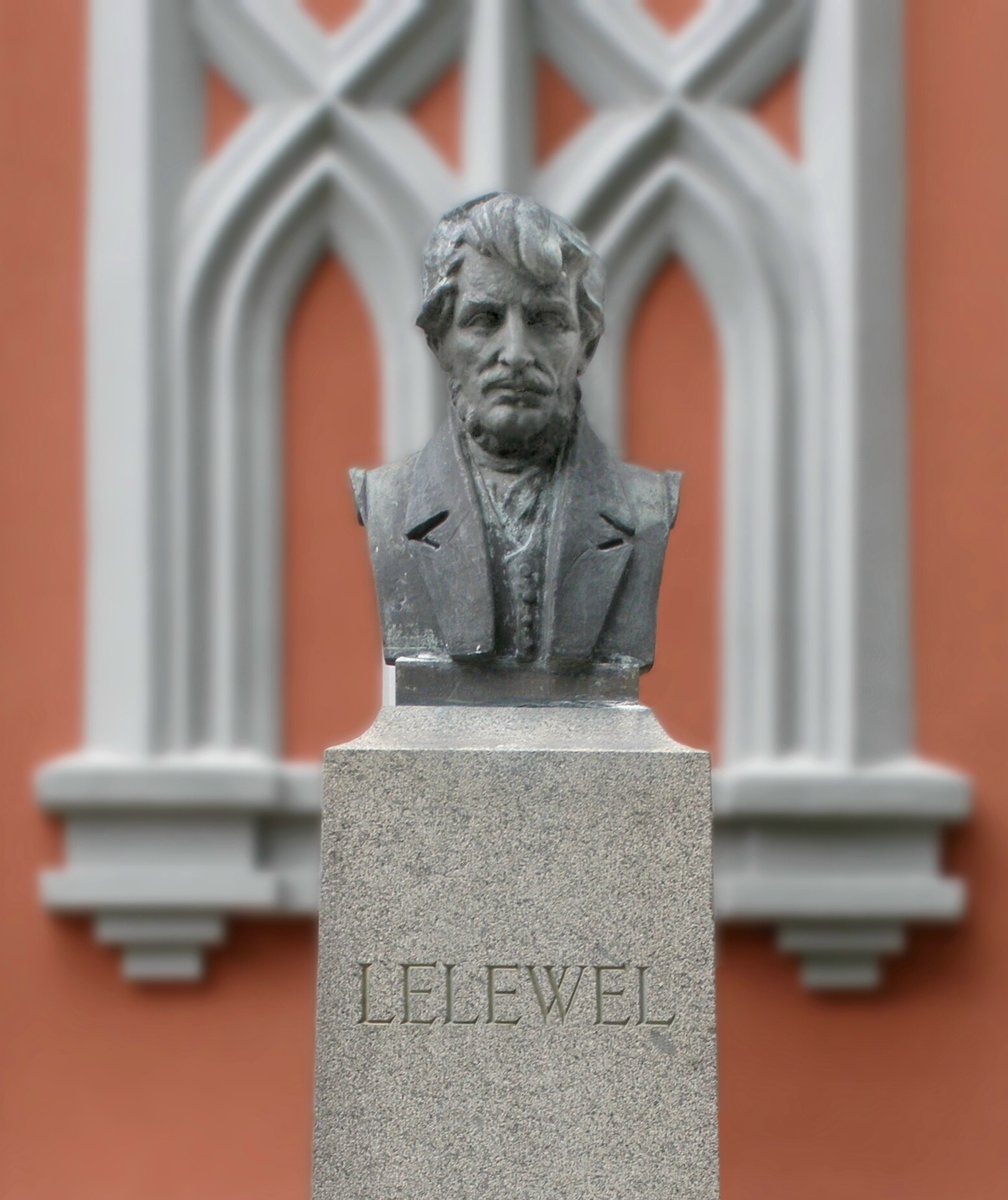
Grób Joachima Lelewela (2010)

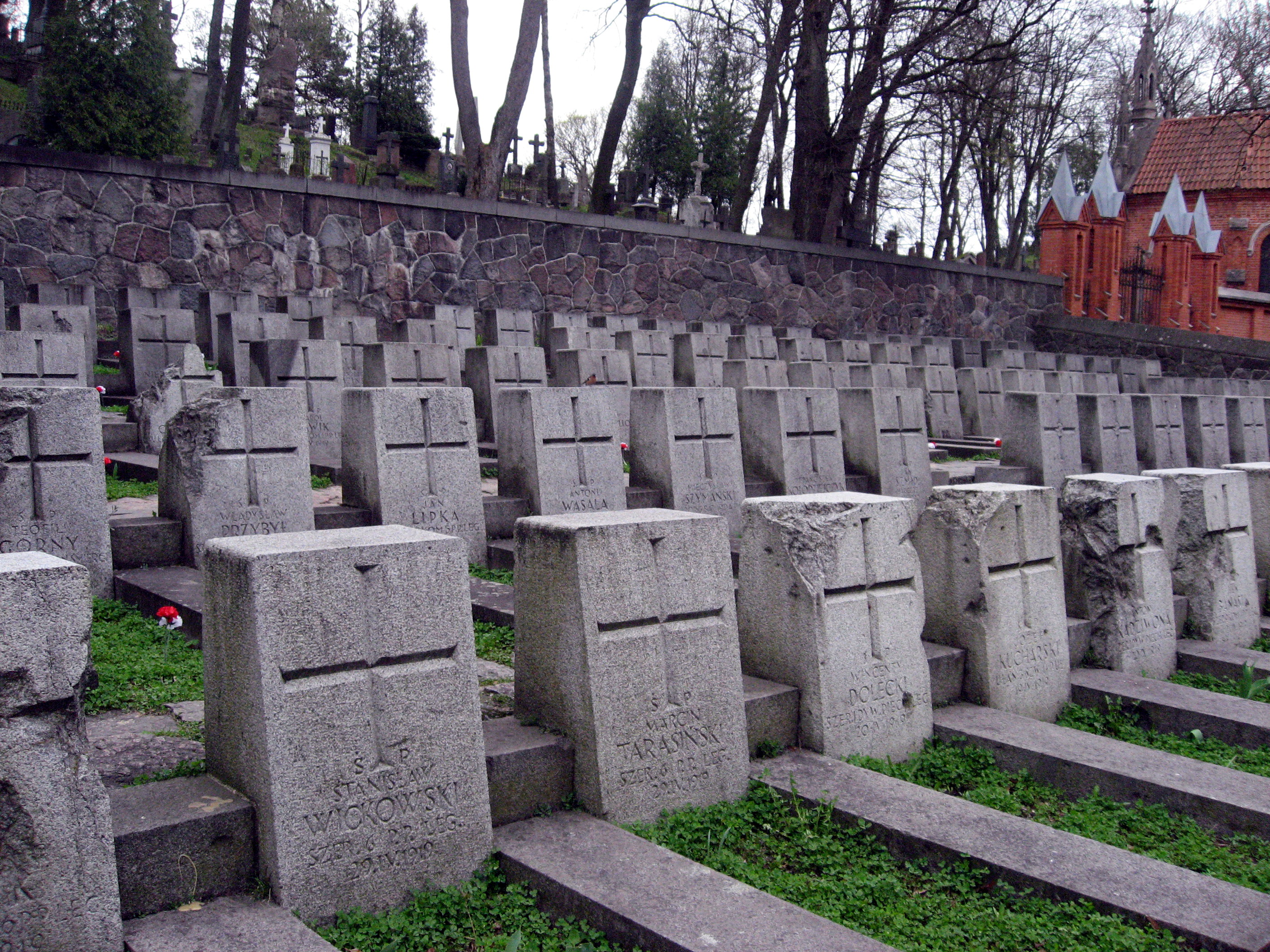
Cmentarz wojskowy (2008)

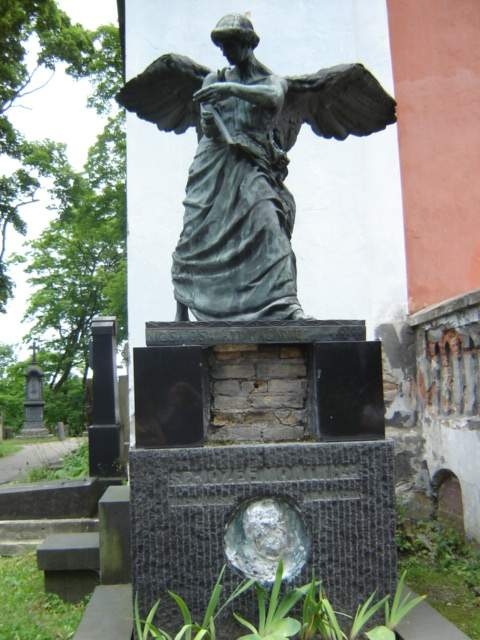
Zdewastowany grób Józefa Montwiłła (2005)

Cmentarz Na Rossie (cmentarz misjonarzy na Rossie, lit. Rasų kapinės) – zabytkowy zespół cmentarny w Wilnie, na Rossie, o powierzchni 10,8 ha.
Cmentarz Na Rossie jest jedną z czterech polskich nekropolii narodowych. W skład zespołu cmentarnego wchodzi Stara Rossa (1769/1801), Nowa Rossa (1847), Cmentarz Wojskowy (1920), mauzoleum Matka i Serce Syna (1936).

## Historia

### Stara Rossa
Według pochodzących jeszcze z XIX wieku koncepcji pierwsza wzmianka o pochówkach na tym terenie pochodzi z 1436, grzebano tu ofiary morowego powietrza, a pierwszy cmentarz zamiejski powstał z inicjatywy parafii św. Józefa i Nikodema za Ostrą Bramą w 1769, miał 3,5 ha i znajdować się miał pod opieką jezuitów z kościoła Wniebowstąpienia Pańskiego.
Jako nekropolia miejska został przejęty w 1801 roku. Zachowane Metryki pogrzebowe Góry Zbawiciela czyli księgi pogrzebowe kościoła misjonarzy, wskazują, że jako pierwszy na cmentarzu w roku 1801 pochowany został burmistrz Wilna Jan Müller, niedługo potem magistrat uregulował prawne kwestie związane z funkcjonowaniem cmentarza.  W roku 1802 wzniesiono zaś pierwsze katakumby, w 1814 miało miejsce pierwsze powiększenie obszaru o tereny nazywane obecnie Wzgórzem (Górką) Literatów. W 1820 teren cmentarza otoczono murem, a w 1840 ks. Józef Bogdanowicz zainicjował wybudowanie w pobliżu katakumb neogotyckiej kaplicy pogrzebowej. Od tego czasu cmentarz uznawano za elitarny, chowano osoby zasłużone lub stojące wyżej w hierarchii społecznej. W 1847 w związku z wyczerpaniem się możliwości grzebalnych powstała nowa nekropolia po drugiej stronie ulicy Listopadowej tzw. Nowa Rossa. Po 1945 i opuszczeniu Wilna przez polskich mieszkańców rozpoczęła się celowa dewastacja nekropolii, nagrobki były niszczone przez wandali, teren cmentarza stał się miejscem spotkań półświatka, który rozbijał nagrobki, niszczył epitafia, a wszystko przy biernej postawie nowych władz. W wielu grobowcach urządzono składy materiałów budowlanych oraz warsztaty, a z części zdemontowano epitafia. Tragicznym był dla Starej Rossy rok 1952, kiedy doprowadzono do zniszczenia monumentalnych katakumb. Cmentarz został zamknięty dla nowych pochówków w 1967, a dwa lata później, w 1969, wpisany do rejestru zabytków.
Wiele z zachowanych na cmentarzu obiektów zabytkowych znajduje się w złym stanie technicznym. Od 1990 konserwacją zabytkowych nagrobków zajmuje się miejscowy Społeczny Komitet Opieki nad Starą Rossą.
Cmentarz zajmuje strome wzgórze morenowe o różnicy poziomów ok. 30 metrów, na wyniosłości tej znajdują się cztery wzniesienia tj. Górka Literacka, Górka Anielska, Wzgórze Pomocne i Wzgórze Południowe.

### Cmentarz wojskowy
Powstał w 1920 na niewielkim terenie przed Starą Rossą, po lewej stronie bramy cmentarza znajduje się grób Marii z Billewiczów Piłsudskiej, miejsce pochówku urny z sercem Józefa Piłsudskiego. Nagrobek wieńczy płyta wykonana z granitu wydobytego na terenie polskiej wsi kresowej Bronisławka na Wołyniu. Płyta została obrobiona i oszlifowana przez Bolesława Sypniewskiego w warszawskim Zakładzie Kamieniarskim Sypniewskich przy ulicy Powązkowskiej (zakład ten mieści się w tym miejscu do dziś), tam też został wykuty słynny napis na płycie: „Matka i serce syna”.
Przy bramie wejściowej znajduje się kwatera żołnierska o powierzchni 0,2 ha, na której spoczywają polscy oficerowie i ochotnicy polegli w latach 1919–1920 w walkach o Wilno, a także żołnierze Armii Krajowej polegli podczas operacji Ostra Brama w 1944 roku.

### Nowa Rossa
Pierwsze pochówki na terenie Nowej Rossy miały miejsce około 1847 roku. Jednak do początku wieku XX cmentarz nie był uporządkowany, nie był też zaznaczany na mapach Wilna. Regulację cmentarza przeprowadzono na początku XX wieku, zakupując w tym celu grunty od Maurycego Potockiego (transakcja ostatecznie sfinalizowana została w roku 1914). Nowa Rossa znajduje się na wschód od Starej Rossy. Pochowani są tu mieszkańcy Wilna oraz żołnierze polegli w latach 1919-1920. Mogiły żołnierzy tworzą część nazywaną Cmentarzem Wojskowym Polsko-Litewskim. Spoczywają tam m.in. członkowie Samopomocy Wileńskiej, czyli pierwszej samoistnie powstałej polskiej władzy w mieście. W centralnym punkcie kwatery żołnierzy polskich znajduje się kolumna z napisem „Wilno swoim wybawcom”.

## Pochowani na cmentarzu
Na cmentarzach spoczywają polscy żołnierze polegli w bojach 1919, 1920, 1939 i 1944, a także znane postacie polskiej, białoruskiej i litewskiej historii, m.in.:
- Adam Ferdynand Adamowicz – jeden z pionierów weterynarii polskiej, prezes Wileńskiego Towarzystwa Lekarskiego
- Franciszak Alachnowicz – białoruski działacz narodowy (mogiła symboliczna)
- Bolesław Bałzukiewicz – polski rzeźbiarz, profesor Uniwersytetu Stefana Batorego
- Józef Bałzukiewicz – polski malarz
- Jonas Basanavičius – litewski polityk i działacz społeczny
- August Bécu – polski lekarz, ojczym Juliusza Słowackiego
- Kazys Boruta – pisarz i polityk litewski
- Janina Burhardt – działaczka niepodległościowa
- Jan O’Connor – lekarz, profesor Uniwersytetu Wileńskiego
- Mikalojus Konstantinas Čiurlionis – litewski malarz i kompozytor
- Aleksander Dalewski – polski działacz patriotyczny
- Wacław Dziewulski – polski fizyk, wydawca, profesor Uniwersytetu Stefana Batorego
- Antonina Fiszer – aktorka wileńskiego teatru
- Antoni Józef Gliński (1818–1865) – polski bajkopisarz
- Antanas Gudaitis (1904–1989) – litewski malarz
- Władysław Horodyjski – filozof, profesor Uniwersytetu Wileńskiego
- Czesław Jankowski – polski poeta, krytyk, publicysta, historyk, krajoznawca, działacz społeczny
- Ludwik Janowski (1878–1921) – polski historyk kultury, profesor
- Wacław Jasiński (1881–1936) – polski lekarz pediatra, profesor Uniwersytetu Stefana Batorego
- Adam Jocher – polski bibliotekarz, wykładowca Uniwersytetu Wileńskiego, autor jednej z pierwszych polskich bibliografii narodowych
- Konstanty Kalinowski – dowódca powstania styczniowego na Litwie, pochowany tam w 2019 r.
- Franciszka Kleczkowska – działaczka oświatowa, organizatorka tajnego nauczania
- Helena Klejs-Benderowicz – polska nauczycielka, działaczka społeczna i konspiracyjna, radiotelegrafistka
- Juliusz Kłos – polski architekt, historyk architektury, profesor Uniwersytetu Stefana Batorego
- Felicjan Kochanowski – polski ksiądz, działacz oświatowy
- Joachim Lelewel – polski historyk, działacz polityczny, profesor
- Iwan Łuckiewicz – białoruski działacz narodowy, pierwotnie pochowany w Zakopanem.
- Józef Łukaszewicz – polski fizyk, geolog, profesor Uniwersytetu Stefana Batorego
- Julia Maciejewiczowa – założycielka Gimnazjum im. Elizy Orzeszkowej w Wilnie
- Ludwika Majewska – siostra Józefa Piłsudskiego
- Wacław Leon Makowski – polski księgarz i wydawca
- Mikołaj Malinowski – polski historyk, archeolog
- Józef Montwiłł – polski bankier, współzałożyciel Towarzystwa Przyjaciół Nauk w Wilnie
- Jerzy Orda – polski historyk kultury, archiwista, działacz społeczny i przewodnik po Wilnie
- Onufry Pietraszkiewicz – polski poeta
- Maria Piłsudska – pierwsza żona Józefa Piłsudskiego
- Adam Piłsudski – polski polityk, brat Józefa Piłsudskiego, wiceprezydent Wilna, senator IV kadencji w II RP
- Karol Podczaszyński – polski architekt, przedstawiciel klasycyzmu, profesor Uniwersytetu Wileńskiego
- Rafał Radziwiłłowicz – polski lekarz psychiatra, działacz społeczny, profesor Uniwersytetu Stefana Batorego, współzałożyciel Towarzystwa Medycyny Społecznej, inicjator powołania Polskiego Towarzystwa Psychiatrycznego (1920)
- Aldona Rajecka (zm. 1922) – polska nauczycielka i działaczka oświatowa, organizatorka tajnego nauczania
- Zygmunt Sierakowski (1827-1863) – generał w powstaniu styczniowym
- Euzebiusz Słowacki – polski teoretyk i historyk literatury, tłumacz, dramatopisarz, ojciec Juliusza Słowackiego
- Franciszek Smuglewicz – polski malarz i rysownik, profesor Uniwersytetu Wileńskiego
- Ludwik Sokołowski (1882–1936) – polski inżynier, architekt, profesor Uniwersytetu Stefana Batorego
- Balys Sruoga – litewski poeta, prozaik, dramaturg, profesor Uniwersytetu Litewskiego w Kownie
- Wiktor Staniewicz (1866–1932) – polski matematyk, profesor, rektor Uniwersytetu Stefana Batorego w latach 1921–1922
- Albin Stepowicz – białoruski publicysta, działacz polityczny
- Kazimir Swajak – białoruski ksiądz katolicki, działacz narodowy
- Władysław Syrokomla – polski poeta i tłumacz epoki romantyzmu
- Jurgis Šlapelis – litewski działacz społeczny i pedagog, radny miasta Wilna
- Stanisław Trzebiński (1861-1930), polski lekarz, historyk medycyny, profesor Uniwersytetu Stefana Batorego
- Eustachy Tyszkiewicz – polski archeolog, historyk, kolekcjoner
- Jonas Vileišis – litewski dziennikarz, polityk i prawnik, burmistrz Kowna (1921–1931)
- Petras Vileišis – litewski inżynier i przedsiębiorca, brat Jonasa
- Michał Węsławski (1849–1917) – prezydent Wilna w latach 1905-1916, adwokat, polski działacz oświatowy
- Witold Węsławski (1855–1930) – polski działacz oświatowy, lekarz, wieloletni prezes polskiego Towarzystwa „Oświata” i Polskiej Macierzy Szkolnej Ziem Wschodnich, brat Michała
- Emilia Węsławska (1863–1921) – tłumaczka literatury pięknej, rzeczniczka równouprawnienia kobiet, aktywistka na rzecz krzewienia oświaty narodowej, żona Witolda
- Jan Kazimierz Wilczyński – polski lekarz, kolekcjoner i wydawca
- Antoni Wiwulski – polski architekt i rzeźbiarz, twórca pomnika Grunwaldzkiego w Krakowie
- Stanisław Karol Władyczko – polski lekarz neurolog i psychiatra, profesor Instytutu Psychoneurologicznego w Petersburgu i Uniwersytetu Stefana Batorego
- Bronisław Wróblewski – polski profesor prawa Uniwersytetu Stefana Batorego
- Tadeusz Wróblewski – polski prawnik i teoretyk prawa, założyciel Biblioteki Wróblewskich w Wilnie
- Ludwik Zdanowicz – polski duchowny rzymskokatolicki, biskup pomocniczy i administrator diecezji wileńskiej
- Bronisław Żongołłowicz – polski ksiądz katolicki, prof. prawa kanonicznego Uniwersytetu Stefana Batorego, wiceminister w Ministerstwie Wyznań Religijnych i Oświecenia Publicznego, poseł na Sejm III kadencji w II RP.

W 2010 roku, z inicjatywy Społecznego Komitetu Opieki nad Starą Rossą, uruchomiono stronę internetową z historią cmentarza, gdzie można zobaczyć stare i współczesne zdjęcia oraz poznać pełną listę pochowanych tam osób.